# Замак Братислава
Замак Братислава (слч. Bratislavský hrad) је главни замак Братиславе, главног града Словачке. Масивна правоугаона грађевина са четири угаоне куле стоји на изолованом стеновитом брду Малих Карпата непосредно изнад реке Дунав у центру Братиславе. Због своје величине и локације, вековима је био доминантно обележје града.
Локација пружа одличан поглед на Братиславу, Аустрију и, по ведром времену, делове Мађарске. Са историјом замка повезане су многе легенде.

## Локација замка
На локацији замка су:

### Зграда замка (Палата)
Зграда замка укључује четири куле (по једну на сваком углу) и двориште са бунаром дубоким 80 м. Највећа и највиша кула је Крунски торањ у југозападном углу. Торањ висине 47 м датира из 13. века и отприлике 200 година које су почињале средином 1500-тих ту су били смештени драгуљи са круне Мађарске. Спољашњи зидови и унутрашњи ходници садрже фрагменте старих готских и ренесансних грађевинских елемената. Зазидна улазна капија из 16. века још је увек видљива источно од главног улаза.
Иза улаза је аркадни ходник који води до великог барокног степеништа које даље води до поставки изложби Словачког националног музеја на другом спрату. У западном крилу овог спрата налазе се 4 собе Дворане за благо (отворене 1988) са збирком најдрагоценијих археолошких налаза и других предмета Словачке, укључујући праисторијски кип назван Моравианска венера (Moravianska venuša). На трећем спрату налази се изложба о историји Словачке. На првом спрату у јужном крилу зграде налазе се собе словачког парламента - Национално веће Словачке републике - са намештајем из 16. века. На северном крилу зграде - некадашњој барокној капели, налази се музичка сала у којој се одржавају концерти. У дворишту је улаз у Витешку дворану.

### Улазна капија
- Сигисмундова капија на југоистоку - најбоље очувани оригинални део локације, саграђен у 15. веку
- Бечка капија на југозападу - година изградње 1712.
- Николасова капија на североистоку - саграђена у 16. веку
- Леополдова капија

### Остале зграде
Западно од главне зграде налази се ново-обновљена зграда Хилебрант из 1762. године и уништена при пожару 1811. године. Двориште части је простор непосредно пре улаза у замак из касног 18. века. Унутар Сигисмундове капије и испод суда части налази се Леополдово двориште с бастионима, саграђено у 17. веку. Источно од дворца, Великоморавска базилика (9. век), Црква Светог Спаситеља (11. век) и други рано-средњовековни предмети назначени су на терену. Прави археолошки налази су директно испод ове назначене констелације.
Уз Николасову капију, готске пролаз из 15. века у североисточном квадранту, је бастион. Ово је дугачка троспратна зграда из 17. века у којој се тренутно налази Национално веће Словачке републике и барокна штала (данас познати ресторан). Енглеска пејзажна башта налази се јужно од штале. Северну границу локације формира дугачка барокна грађевина из 18. века у којој се данас налазе Словачки национални музеј и управа дворца.

## Историја

### Праисторија(2800 - 450. пре нове ере)
Налазиште замка, као и данашњи град, насељавано је хиљадама година јер је стратешки лоцирано у центру Европе на прелазу између Карпата и Алпа, на важном плићаку који се користио за прелазак реке Дунав и на важном укрштању средњоевропских древних (трговачких) путева који воде од Балкана или Јадранског мора до реке Рајне или Балтичког мора, а најважнији је био Ћилибарски пут.
Људи Бољеразке културе (најстарија фаза Баденске културе) били су прва позната култура која је изградила насеља на брду замка. То се догодило око 3500. године пре нове ере (тј. у енеолитском периоду). Њихов "дворац" био је утврђено насеље и својеврсни акропољ за насеља у данашњем Старом граду Братиславе.
Даљи главни налази са брда замка датирају из халштатског раздобља (рано гвоздено доба, 750 - 450. п.н.е.). У то време су људи културе Календерберга изградили зграду уклесану у стену брда замка. Опет, „дворац“ је служио као акропољ за насеља која се налазе у западном делу Старог града.

### КелтииРимљани(450. године п.н.е. - 5. век н.е.)
Током периода Латена (касно гвоздено доба, келтски период, 450. године пре нове ере - 1. пре нове ере), брдо замка постало је веома важно седиште Келта. У последњем веку пре нове ере (после 125 година пре нове ере), дворац је служио као акропољ опидума (града) Келтских Боја. О томе сведочи велики број и разноликост налаза (укључујући новчиће, опрему кућа, две римске зграде, улазна врата и сл.).
Брдо замка, који се налазио уз Дунав и од 9. године пре нове ере на граници Римског царства, Римљани су насељавали и током римског периода (1. до 4 век) као налазиште цигле римских легија ( Легија XIII ГАН, Легија X ГЕПФ итд.) и неки делови архитектуре (римски фигурални рељеф, делови крова итд.) то сугеришу.
Догађаји у 5. веку (време великих миграција народа) углавном су нејасни.

### Словени, Њитранска Кнежевина, Великоморавска кнежевина (500—907)
Ситуација се променила доласком Словена на подручје Братиславе. У почетку су делом користили старије римске и келтске грађевине и додали нека утврђења. Вероватно крајем 8. века (дефинитивно најкасније почетком 9. века), у време Њитранске кнежевине, изграђен је словенски дворац са дрвеним бедемом огромне површине од 55.000 квадратних метара. У другој половини 9. века, у време Великоморавске кнежевине, додата је камена палата окружена стамбеним објектима и велика базилика.
Базилика је највећа велико-моравска базилика са територије Словачке, а подручје дворца је приближно исто као и локалитет Микулчице (историјски град „Моравска“), који је најважније велико-моравско археолошко налазиште. 
За изградњу овог славенског дворца у Братислави коришћен је материјал из старих римских грађевина. Ово би могла бити потврда спорне изјаве Авентина из 16. века, који је - позивајући се на изгубљене изворе - тврдио је да је око 805/7 велики моравски кнез Уратислаус (тј. Вратислав) саградио данашњи (дворац?) Братиславу на месту уништене римске пограничне тврђаве која се звала Писониум, а ново насеље је добило име по њему Уратислабургиум/Вратислабургиум. Друга вероватна чињеница је да је око 900. замак и територије којим је управљао дат Предславу, трећем сину Великоморавског краља Светоплука и да је Пре(д)слав, или особа истог имена, особа по коме су дворац и град добили старо немачко име Пресбург (од кога потиче и старо словачко име Прешпорек).
Најстарија верзија овог имена била је Преслава (словачки)/Преслав(а)сбург (немачки). Појавила се први пут 907 (Битка код Пресбурга) у облицима Брезалауспурк(х), Браславеспурх и Пресалауспрух, а затим око 1000. на мађарским кованицама као Преслав(в) а Цивитас (што значи Братиславски замак). С друге стране, тачна локација Брезалауспурца и даље је спорна.

### Рани и касни средњи век (907—1531)
Изградња новог дворца од камена започела је у 10. веку, али посао је заостајао. Међутим, под краљем Стефаном Угарским (1000–1038), дворац је већ био један од централних двораца Краљевине Угарске. То је постало седиште Прешпорске жупаније (Prešporská župa) и заштићено краљевство од напада Бохемије - Чеха и Немаца (на пример, у 1030, 1042, 1052, 1108, 1146) и играло важну улогу у престоним борбама у Краљевини Мађарској (нпр. борбе после смрти краља Стефана I). Хајнрих III је 1052. године покушао да заузме дворац. Према мађарској традицији, Зотмунд, мађарски војник, пливао је до бродова нападајуће флоту како би у њима избушио рупе, и они су потонули. Шоломон Угарски живео је овде све док није доспео у затвор Њитра по наређењу Ладислава I. У исто време модернизован је стари бедем и додата је црква Светог Спаситеља са црквеном школом. Стефан III Угарски побегао је од својих непријатеља у дворац скоро 100 година касније.
Дворац је претворен у прото-романску палату од камена у 12. веку (вероватно после 1179), можда зато што краљ Бела III (1173-1196) одлучио да Острогон буде седиште краљева Краљевине Мађарске. Била је то палата слична онима које су саграђене у Немачкој под Фридрихом Барбаросом. Године 1182. Фридрих Барбароса окупио је своју крсташку војску испод дворца. Црквене институције и зграда у дворцу пресељени су у град испод дворца почетком 12. века.
Утврђени дворац Пресбург био је међу неколико замака Краљевине Мађарске који су могли да издрже монголске нападе 1241. и 1242. године. Као реакција на ове нападе, изграђена је огромна „кула за заштиту краљевства“ у згради дворца 1245. године, одмах поред две старије палате. Кула је заправо била велика стамбена зграда. Поред тога, у стари бедем је уграђено 7 (правих) квадратних кула, а око дворца је додан камени зид (тј. стамбена зграда). Највећа кула бедема била је уједно и угаона кула каменог зида. Данас је део зграде дворца - идентична је са данашњим „Крунским торњем“, који је највећи од четири постојеће куле грађевине. Вероватно је саграђена око 1250. године, када су у дворцу били активни витезови светог Јована.
Дана 25. октобра 1265. чешки краљ Отакар и унука мађарског краљ Беле IV, Кунигунда, овде су били верени. Андрија II и Гертрудина ћерка, Елизабет, рођени су овде. Нови дворац суочио се са даљим сукобима. Године 1271. Бохемијски краљ Отакар II напао је територију данашње западне Словачке и поставио витеза Егида да управља освојеном дворцем. Егид се побунио против Отакара две године касније и поражен је од Отакара, али је због проблема у Бохемији Отакар морао да напусти ову територију. 1287–1291, аустријски војвода Албрехт Хабзбуршки, заузео је дворац, али је поражен од Матије Чака. Више или мање успешна аустријска окупација дворца и округа догодила се 1302-1312/1322 од стране војводе Рудолфа.
Као резултат ових трајних борби, мађарски краљ је 1291. године доделио градска права (градску повељу) делу насеља испод дворца и тако их одузео од власти дворца. Нека насеља на брду дворца остала су под влашћу дворца и утврђење их је постепено проширило.
У 1385. године, краљ Жигмунд Луксембуршки је заузео дворац и годину дана касније ставио област у залог својим рођацима, моравским Маркгрофовима Прокопу и Јосту у замену за кредит које је од њих добио. Дворац је 1389. године обновио Стибор из Стиборица, који је као награду добио власт 1389-1402. Имао је капелу изграђену у дворцу Братислава. 
Други савезници краља Сигисмунда, посебно у његовим борбама против чешких Хусита, била је племићка породица Розгони која је 1421. године добила функцију власти у округу. Између 1420. и 1430. године, краљ Сигисмунд (свети римски цар) одлучио је да Братиславски дворац - због централне локације - буде средиште новог немачко-чешко-мађарског царства. Краљ је 1423. наредио да се побољшају утврђења дворца као заштиту од напада Хусита, јер се дворац налазио близу чешке границе и још увек је био заштићен само старим дрвеним бедемима. Стари бедем замењени су новим, бољим каменим зидом. Тада је између 1431. и 1434. године дошло до тоталног преуређења замка Братислава. Позвани су стручњаци из Немачке, материјал је транспортован из Аустрије, градовима су наметнуте посебне таксе за изградњу планираног највећег дворца икад изграђеног. Мајстор изградње био је Конрад фон Ерлинген. Стамбена „кула“ је срушена, а облик нове готске палате био је приближно сличан ономе данашњег замка (али без две куле). Данас је једини потпуно очувани део замка из тог доба Сигисмундова капија, односно источна улазна капија у бедем. Планови Сигисмунда, међутим, нису се остварили, јер замак никада није постао Сигисмундова резиденција и Сигисмунд је увек живео у граду испод замка.
Након Сигисмундове смрти 1437. године, његову удовицу Барбару Цељску затворио је у замку нови хабсбуршки краљ Албрехт. Године 1438. Албрехтова кћерка Ана била је заручена за Вилијама III, Ландграва Турингије у дворцу. Јанош Хуњади и његова супруга Јелисавета Силађи такође су живели овде. Касније је Ладислав Посмрче вероватно живео у замку. 1440-1443. године одвијале су се борбе између замка Братислава којим су управљали жупанијски поглавари из породице Розгоњи (који су подржавали пољског краља Пољске, Владислава III) и града Братислава, који је подржавала - и у чијем је власништву био - краљица Елизабета која је владала за младог Ладислава Посмрчета. Поправке дворца из 1438, 1452 и 1463 укључују поправке штете проузроковане горенаведеним сукобом. У дворишту дворца у 15. веку изграђен је бунар за воду.

### Главни замак Краљевине Угарске (1531—1783)

#### Политички догађаји
1536. године (у ствари већ 1531), након што су Турци (Османско царство) освојили данашњу Мађарску, Братислава је постала престоница преостале Краљевине Угарске, која је преименована у Краљевина Угарска и којом су сада владали аустријски Хабзбурзи. Замак Братислава постао је најважнији краљевски дворац и формално седиште краљева Краљевске Угарске (који су, међутим, нормално боравили у Бечу). У исто време, од почетка 16. века, Братислава и њен дворац морали су се суочити са различитим анти-хабзбуршким устанцима у Краљевској Мађарској на територији Словачке. На пример, трупе Габора Бетлена окупирале су замак између 1619. и 1621. године, када су га поново освојиле хабзбуршке трупе, а краљевска круна је уклоњена из дворца Братислава до 1622. године. Између 1671. и 1677. године, у дворцу је био ванредни суд против протестаната и учесника анти-абсбуршких устанка. Имрих Токоли, вођа другог великог анти-хабзбуршког устанка, није успео да освоји дворац 1682-83.

#### Света круна Мађарске у крунској кули
Између 1552. и 1784. године у дворцу је боравила Света Мађарска круна. Чувала су је два мађарска крунска стражара, 50 мађарских и 50 аустријских пешадијских војника. Мађарски краљеви који су потицали из страних династија као Хабзбурзи нису је могли поседовати и само су имали приступ круни током церемоније крунисања.

#### Ренесансна промена
Одмах након пораза од Краљевине Угарске у битки код Мохача 1526. године, током које је краљ умро, краљица - Марија од Хабзбурга - побегла је са својом свитом из Будима у Братиславу. Краљевско благо и многи други важни предмети које је узела са собом били су депоновани у дворцу Братислава. Убрзо након тога, ово драгоцено благо углавном је уништио нови краљ Хабзбуршки Фердинанд I, коме је то било потребно за финансирање његовог учешћа у грађанском рату у Краљевској Угарској, а мањи делови отишли су у бечку Комору финансија, или је постало лично власништво Марије или се заувек изгубило.
Узимајући у обзир нову улогу дворца, цар Фердинанд I је обновио ренесансни дворац уз помоћ италијанских градитеља и уметника, између 1552. и 1562. Главни пројектант и надзорник грађевине био је италијански архитекта Пијетро Ферабоско, који је служио цару у Бечу и познавао грофа Ека Салма, капетана Братиславе. Облик зграде се није променио (осим што је померен улаз), али је потпуно промењен изнутра и споља. Изнад свега, подови и собе су били преуређени, а већина соба је добила драгоцену (златну итд.) опрему. У касном 16. веку додата је кућа за разне игре са лоптом код источног зида и други, бољи бунар за воду. Нажалост, у основи је само један део дворске капеле сачуван у то време, парадоксално, јер је у 17. веку зазидан као „непотребан“. Што се тиче остатка налазишта, на северозападу су били дрвени станови за стражаре (до 18. века), побољшана је (данас непозната) „стара кула“, лево од зграде дворца, и западна капија локације замењена је великом оружарницом.
У погледу функција замка после 1530. године, замак је био дом изабраним учесницима скупова Дијета (укључујући владареве собе, које су тамо још од готске реконструкције), неким централним властима Краљевске Мађарске, поглавару жупаније Братиславе итд. као и гувернеру Краљевске Угарске (обично царев брат), а од 1552. године су овде депоновани и крунски драгуљи - у ономе што је данас познато као Крунски торањ. Почетни и завршни састанци Дијете одржани су и у дворцу.

#### Барокне промене

##### Рани барок
Будући да су неке ренесансне промене извршене журно (посебно дрвени кров), већ 1616. године започела је нова, постепена рано-барокна реконструкција заснована на пројекту главног царског архитекте Ђованија Батисте Карлонеа. Радови су интензивирани 1635. и завршени око 1647. Највише га је финансирао гроф Пол Палфи, капетан замка и жупан округа. Изглед који је замак добио овом променом у основи је изглед који је задржао до данас. Северни и западни део главне зграде су новоизграђени и додан је нови, трећи спрат целокупној згради, главни улаз померен је назад на средину зида, побољшана су древна утврђења, померена је капела са јужног на северни део (данашња Музичка дворана) и додате су две нове куле - чинећи укупно садашње 4 куле у угловима. Као награду за неовлаштено присвајање државних средстава током преобраћења, Дијета је 1650. године именовала грофа Пола Палфија за доживотног капетана замка Братислава, жупанијског шефа округа и замка (који је остао у власништву круне).
Године 1653. показало се да су сви дрвени плафони били лоши и морали су их заменити у наредним годинама, тако да су се драгоцене слике постављене на њих изгубиле. Десет година касније, суочена са једним од честих турских (османских) напада на територију Словачке, утврђења су побољшана под вођством војног инжењера Јосефа Приамија са царског двора у Бечу. Даља побољшања утврђења уследила су око 1673. 1703. године изграђене су касарне на североистоку места, а оружарница је такође претворена у касарну. Данашња Бечка капија саграђена је поводом крунисања цара Карла VI 1712. године и од тада је коришћена као главни улаз у место замка.

##### Промене у доба Марије Терезије
Када је Марија Терезија од Аустрије постала краљица угарске краљевине 1740, обећала је племићима краљевства да ће пребивати и у Аустрији и у Краљевини Угарској - то јест у дворцу Братислава. Одржала је обећање и провела доста времена у Братислави. Одговарајуће претварање одбрамбеног дворца у модерну краљевску резиденцију извршено је између 1761. и 1766.
Мање промене су, међутим, урађене већ од 1740. године: поред различитих промена у унутрашњости, додата је велика башта у северном делу локације, а цар Франц I (супруг Марије Терезије, кога је занимала ботаника) створио је малу башту источно од зграде дворца.
Мађарско племство подржало је Марију Терезију узвицима "Vitam et Sanguinem" (Животом и крвљу) у замку у време Седмогодишњег рата.
Велике промене унутар замка (у стилу рококоа) започете су 1760. године. Нови главни дизајнер између 1761. и 1762. године био је Франц Антон Хилебрант. Нова једноспратна зграда за кухињу, слуге и коње је додата западном зиду замка. Будући да водоснабдевање није било довољно, Марија Терезија је натерала Јохана Волфганга фон Кемпелена да изгради посебну водоводну цев за извлачење воде из резервоара у граду на обали Дунава помоћу пумпи. Степенице у замку обновљене су нижим нагибом, на захтев Марије Терезије, како би могла да јаше коња по њима. Резултат ових промена, што се тиче спољашности саме палате и капија, био је веома сличан Братиславском замку какав данас познајемо.
Због спорова с мађарским племићима, Марија Терезија није именовала надора који је представљао племиће и уместо тога 1765. године именовала је гувернера Краљевине Угарске, који је поштовао краљицу. Замак Братислава постао је његово седиште и канцеларија поглавара округа напустила је замак. Други гувернер био је Алберт Казимир, војвода од Тешина од 1765, краљичин зет - муж краљичине омиљене ћерке, Марије Кристине. Алберт и Марија Кристина преселили су се у замак 1766. Пошто су обоје били промотери културе и науке, замак и град постали су место честих догађаја и посета у сфери културе и науке.
Пошто гувернер није имао довољно простора, нова палата (касније названа Терезијанум) саграђена је код источног зида зграде дворца 1767 - 1770. Дизајнирао га је Хилебрант у класичном стилу. Опремање је било веома скупо и драгоцено и обухватало је стотине уметничких предмета. На првом спрату била је породична галерија, која је касније постала основа данашње галеријеАлбертина у Бечу.
Поред тога, на северном крају замка додата је зимска школа јахања, летња школа јахања смештена је директно у дворишту дворца, оба врта дворца су била адаптирана (у стилу Шенбрун), а уведено је и ноћно осветљење помоћу уљних лампи на прилазном путу ка замку, први пут у историји. 1770. године Марија Терезија наредила је да се обезбеди још вредних слика и намештаја у главном замку и Терезијануму, а гувернер се преселио у довршени Терезијанум. Марија Терезија их је тамо често посећивала, али углавном незванично.

### Губитак значаја и уништење (1783—1811)
Кабинет гувернера Краљевине Мађарске поново је укинуо 1781. године нови краљ Јозеф II, а Алберт Казимир напустио је замак и однео многе делове опреме. Колекција уметничких дела (данашња Галерија Албертина) делимично је отишла у Беч, делом у Белгију, где је Алберт постао нови гувернер. Остали предмети преселили су се углавном у Беч. 1783. године Братислава је престала да буде седиште централних власти краљевства. Пресељени су у Будим (сада Будимпешта). Крунски накит Краљевине Мађарске пресељен је у Хофбург у Бечу.
1784. године Терезијанум, неке друге секундарне зграде овог места и баште су адаптиране, јер је замак постао "општа богословија", која је била врста државне школе за католичке свештенике коју је увео Јозеф II. Општа богословија замка Братислава играла је важну улогу у историји Словачке, јер је образовала многе важне словачке интелектуалце, на пример, Антона Бернолак, аутора прве успешне кодификације словачког стандардног језика.
1802. године општа богословија преселила се на друго место, а замак је додељен војсци као касарна. Ово је био почетак краја замка. Рококо унутрашњост адаптирана је тако да може да прими око 1500 војника. 1809. године, Братиславу и замак су Наполеонове трупе бомбардовале топовима. 28. маја 1811. године у замку је избио огроман пламен због непажње војника гарнизона. Пожар се чак проширио и на делове града. 

### Дворац у рушевинама (1811—1953)
Разрушени замак је постепено пропадао. Војска је продала делове главних зграда дворца као грађевински материјал околним областима. Између два светска рата било је покушаја да се сруши замак како би се изградили владини уреди и универзитетски округ на брду дворца и његове околине у првој Чехословачкој републици и првој Словачкој Републици. Многи делови локације су се и даље користили као касарне и у складу с тим прилагођавали до 1946. године.
1946. остаци замка су отворени за јавност. Две године касније град је изградио амфитеатар на северном делу замка. Амфитеатар је био у употреби неких 15 година. Филмови су ту приказивани током лета.

### Обнова и модерна историја (после 1953)
Напокон је одлучено да се замак обнови. Археолошка и архитектонска истраживања започела су 1953, а дуги рестаураторски радови започели су 1957. Обнова је извршена до последњег (барокног) стања главне зграде, али су на многим местима рестаурирани старији (готички, ренесансни) сачувани елементи или делови. Терезијанум није обновљен, а зграда Хилебрандта из 1762. обновљена је тек око 2000. године. Словачки сликар Јанко Алекси добио је признање за обнову замка. Завршетак рестаурације 1968. године прекинут је августа 1968. године, када су замак окупирале трупе Варшавског пакта (види Прашко пролеће). 28. октобра 1968, међутим, федерални Закон, који је централистичку државу Чехословачку претворио у федерацију Чешке социјалистичке републике (касније зване Чешка) и Словачке социјалистичке републике (касније зване Словачка Република), потписан је у Сали Федерације у замку. 3. септембра 1992. године у Витезовој дворани замка потписан је нови устав независне Словачке.
Од 1968. године у замку су смештене поставке Словачког националног музеја, а његове просторије у сврху презентације користи Национално веће Словачке републике. 1992. године у замку се привремено налазила канцеларија чехословачког председника, а касније, током деведесетих, словачког председника. У њему се још увек налазе музеј и презентационе просторије Националног савета Словачке Републике и председника. Нова обнова планирана је годинама, јер су од 1968. (осим додавања зграде Хилебрант) извршене само мање адаптације, попут стварања Коморе за благо из 1988, замене стакла 1995. у аркадама свечаног степеништа, и 1996-97. комплетна поправка крова. Последња мања адаптација догодила се поводом састанка Буш-Путин у Братислави у фебруару 2005. Масовна обнова започета је 2008. године. Требало је да траје 5 година и кошта 1,5 до 2 милијарде словачких круна (47,06 до 62,75 милиона евра).
6. јуна 2010. године реконструкција почасног дворишта Братиславовог замка завршена је великом церемонијом откривања коњичког кипа краља Сватоплука I словачког вајара Јана Кулича.